# Parlars ribagorçans
|  | Aquest article tracta sobre el conjunt de parlars de la Ribagorça. Si cerqueu els dialectes constitutius, vegeu: Català ribagorçà i Aragonès ribagorçà |

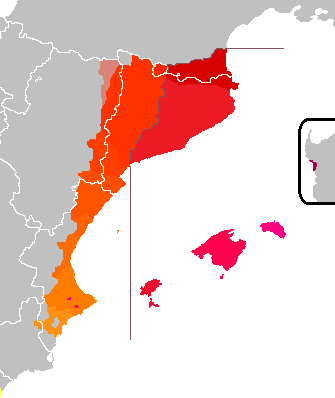
Dialectes del català

Els parlars ribagorçans són un conjunt de dialectes de la Ribagorça, dels quals els més orientals es classifiquen avui dia com a dialectes del català i els més occidentals com a dialectes de l'aragonès; existeix també una zona central amb dialectes més difícils de classificar en un o un altre grup. Aquests dialectes formen per tant part del continu dialectal romanç d'Europa sud-occidental. A més cal tenir en compte que els dialectes de la vall de Benasc presenten diferències importants d'altres dialectes aragonesos i també del català.
L'antic Comtat de Ribargorça a l'Edat Mitjana s'estenia des de les poblacions de Benasc i Aneto fins al límit sud de l'actual comarca de la Llitera i tenint per límit occidental l'antic Comtat de Sobrarb i oriental el Comtat de Pallars i la zona baixa del riu Noguera Ribagorçana on arrenca la Canal de Pinyana a la província de Lleida. Al segle xvi la capital del comtat estava a Benavarri i va pertànyer de temps medievals als Ducs de Vilafermosa i per herència el darrer Comte de Ribagorça va ser el rei Felip II de Castella.

## Extensió geogràfica
Els dialectes que en un moment o un altre han estat anomenats ribagorçà es parlen a les comarques de:
- Ribagorça a la província d'Osca, Aragó
- La Llitera a la província d'Osca, Aragó
- Alta Ribagorça a la província de Lleida, Catalunya

Ciutats i viles importants de la zona: Graus, Tamarit de Llitera, Benavarri, Pont de Suert i Benasc.
Actualment els parlars ribagorçans se subdividirien en:
- Català ribagorçà: Parlat a la zona de l'Alta Ribagorça a Catalunya i també a la Ribagorça Aragonesa i la Llitera (Sobretot a Catalunya però també a l'Aragó, Franja de Ponent).
- Aragonès ribagorçà: Parlat a la meitat nord-occidental i occidental de la ribargorça aragonesa, a l'extrem nord-oriental de Somontà de Barbastre i l'extrem nord del Cinca Mitjà (Només a l'Aragó).

El ribagorçà es tracta des d'un punt de vista geogràfic d'una parla de transició dins de l'aragonès però amb influència del català. La frontera entre tots dos es troba en el riu Isàvena, continuant al sud amb el riu Èssera.

## Història del concepte

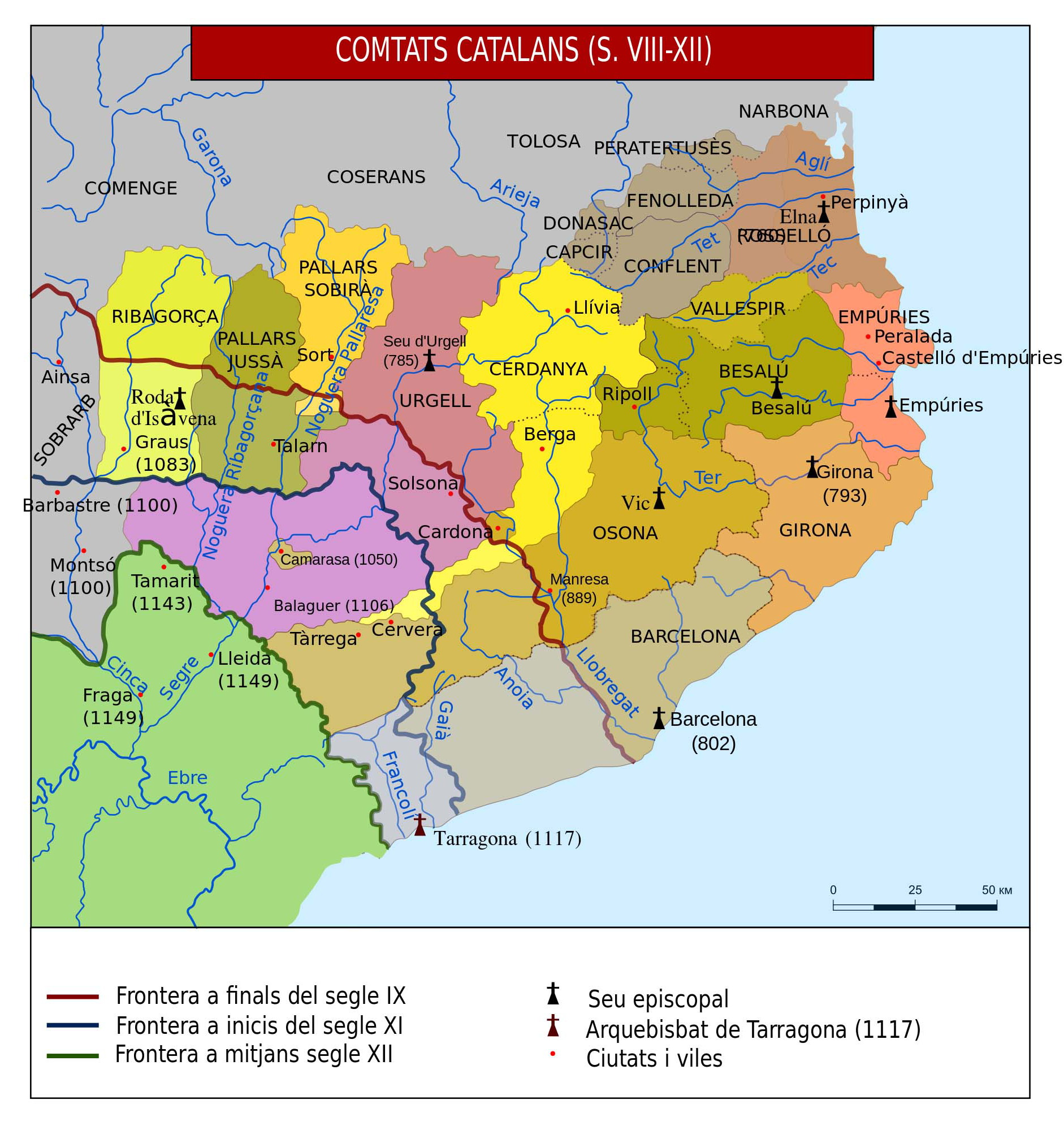
Abast dels Parlars Ribagorçans segons l'abast de l'històric Comtat de Ribagorça

El primer que va parlar de la denominació de dialectes de transició per a aquestes parles va ser Joaquín Costa en un article publicat en el "Butlletí de la Institució Lliure d'Ensenyament" cap a 1876, on, en el seu assaig, defensa el caràcter híbrid d'algunes llengües, car participen de trets de dues llengües veïnes, en aquest cas de l'aragonès antic i del català medieval. Posteriorment Ramón Menéndez Pidal va sostenir el caràcter de llengües de transició i Alonso Zamora Vicente va popularitzar la denominació de les anomenades parles de transició per als enclavaments lingüístics que se situen entre l'aragonès antic i el català medieval i per les quals se situen entre les denominades parles lleoneses i el galaicoportuguès.

## Situació dins del català i l'aragonès
Alguns filòlegs, després de les polèmiques històriques entre Antoni Maria Alcover i Pompeu Fabra sobre la llengua catalana, consideren a la part oriental, enclavada en part del territori de l'Antic Comtat de Ribagorça, com un dialecte derivat del català, el qual denominen català ribagorçà o ribagorçà català, és a dir l'àrea que presenta sistema vocàlic de set vocals i un sistema consonàntic en el qual les parelles de fonemes sords i sonors d'època medieval i renaixentista han convergit en fonemes sords i es caracteritzen per la palatalització africada en paraules derivades del llatí com "gentem", "juvenem", "junctum" que es pronuncien amb el so de la "che" de l'idioma aragonès i del castellà, dient "chen", "chove", "chunto". Les opinions són tan oposades i irreconciliables que, en nombroses ocasions en comptes d'usar arguments filològics es recorre a elements extralingüístics que s'han divulgat plausiblement en diversos mitjans.
La parla de Graus i les d'altres localitats que presenten un sistema vocàlic de cinc vocals i un sistema consonàntic semblant al de l'idioma aragonès consolidat durant el segle xvi, amb la presència del fonema prepalatal fricatiu sord (en documents antics escrit amb el grafema "x"), de l'africada prepalatal sorda (escrita amb els grafemes "j" i "g") i la interdental fricativa sorda (escrita en documents antics amb els grafemes "z" davant les vocals "a", "o" i "u", i amb "c" davant les vocals "e" i "i"), pertanyen al ribagorçà occidental, al que actualment es denomina aragonès ribagorçà o ribagorçà aragonès.
La parla de la població de Benasc i d'alguns pobles limítrofs parlen un subdialecte molt particular anomenat benasquès. Pot ser considerat com a varietat del català nord-occidental i tot que està classificat com a llengua de transició entre català i aragonès.
Per a la divisió entre el ribagorçà occidental i el ribagorçà oriental gairebé tots els lingüistes tenen en compte el mapa d'isoglosses que va dibuixar Ramón Menéndez Pidal en 1916 en la Revista de Filologia Espanyola i el mapa del "Manual de dialectologia espanyola" (1967) dibuixat per Alonso Zamora Vicente. Tant el ribagorçà oriental com l'occidental tenen lèxic en comú i lèxic divergent. En tots dos es dona l'ús de la preposició enta (cap a). És general a tots dos ribagorçans les formes en -eba per als imperfectes d'indicatiu, teneba / teniba per "tenia", sabeba per "sabia", feba per "feia".

## Característiques
Característiques lingüístiques del grup són les següents:
- Palatalització de L en els grups PL, CL, FL, per exemple en pllou ['pʎɔw] (plou), cllau ['kʎáw] (clau), fllo [fʎo] (flor), una característica pròpia d'aquests dialectes, en general, no compartida amb el català ni l'aragonès. En un document del segle xiii, pertanyent a la Col·lecció del Monestir de Casbas (Osca), transcrit per Antonio Ubieto Arteta es troben grafies amb el grup pll. Trets que apunten al fet que la palatalització va poder ser compartida per la llengua aragonesa medieval. En l'aragonès castellanitzat de Gúdar els parlants criden "cinglos" als estrats de les muntanyes. Evolució semiculta de "cingulum", que podria haver passat pel primer pas de la palatalització d'aquest grup romanç. En ribagorçà actual se sent encara cancingllos [`kanθíngʎus], amb el significat de peça de fusta que serveix per estrènyer la cinglla [θíngʎa].

- El ribagorçà actual es caracteritza pel manteniment del diftong ei, generat en l'evolució de grup CT llatí en paraules com FACTU. L'aragonès ofereix les formes feito i feto, el ribagorçà les formes feit, feito i feto; el català modern la forma "fet". En català antic i en català occidental es documenta la forma "feit" (o "feyt").

- Apòcope generalitzada de vocals finals llatines no accentuades similar a la documentada en la llengua del Poema de Mio Cid i que és tret de la llengua catalana, que origina nombrosos plurals en -z, que tenen el seu origen en la neutralització de les palatoalveolars en posició final. El grup t+s ha donat en les parles que participen dels trets del ribagorçà oriental una evolució similar a la castellana i aragonesa del segle xvi, molt freqüent també en les segones personals del plural de la conjugació de nombrosos verbs. Ribagorçà oriental del segle xv el plural de la paraula font es formava amb el morfema s, donant lloc al grup TS que va evolucionar a "z" interdental en algunes zones. El mateix succeeix en el singular chiquet que el seu plural és chiquez, passant per un estadi "TS". El plural chiquetes és més recent on al singular s'afegeix el morfema "-es".

- Diftongació ocasional de la I breu romanç: I>ie, i de l'O breu, O>ue; característica compartida amb l'aragonès. Aquesta característica es generalitza cap a l'oest, mentre que cap a orient és gairebé inexistent. Per exemple TERRA > terra; PONTE > puen, pon; FONTES > Fonts (topònim antic documentat) > Fonz (topònim) és paraula conservada en les varietats ribagorçanes que presenten el plural en -nz en les paraules fonz "fonts", ponz "ponts". La z en aquests casos és posterior al segle xv i s'explica pel ensordiment de la palatoalveolar africada sonora que va evolucionar a "z", tret de la gramàtica històrica que emparenta les parles hispàniques amb el debatut problema del zetacisme i ceceo moderns.

- Interdental fricativa com a solució a CE, CI llatins, exemple cinc [θiŋk] (cinc), [paniθo] (blat de moro) característica compartida amb l'aragonès. Aquesta característica es generalitza cap a l'oest. El català contemporani i una part important del ribagorçà ha evolucionat en [s] < [ts] < CE, CI.

- El ensordiment de la -s- sonora intervocàlica. En el ribagorçà contemporani la s de la paraula casa és sorda, no sonora com es pronunciava en l'època medieval.

- És tret del ribagorçà compartit amb l'aragonès el manteniment en els imperfectes de la -b- llatina: teneba/teniba, preneba i moltes altres formes d'idèntica procedència.

- Diferents resultats per a la segona persona de plural de les terminacions de verbs (< -TIS), d'oest a est: -z [θ] en Llaguarres (com en aragonès), -ts [ʦ] en Lasquarri (com en occità i en català medieval), -u [w] (com en català modern).

- Diferents resultats per a l'africada prepalatal sonora romanç ([ʤ] < I-, Dj- Gj-), d'oest a est: [ʧ] (com en aragonès i en valencià apitxat), [ʤ] (com en català medieval i en la majoria del valencià contemporani), [ʒ] (com en gairebé tot el català modern). Per exemple, [ʧ]ovens (Ribagorça occidental i nombrosos pobles de l'oriental), [ʤ]ovens (en alguns pobles de la Ribagorça oriental) (joves).

- Pèrdua de -R final dels infinitius i paraules polisil·làbics, una característica compartida amb gairebé tot el català contemporani (a excepció de les variants valencianes) i amb algunes varietats de l'aragonès com el gistaví o el ansotà. Per exemple MULIERE > mulle(r) (dona) (la paraula mullé se sent poc a Ribagorça, està més estesa la paraula dona, quan es trobi un exemple més adequat s'inclourà), *TRIPALIARE > treballa(r) (treballar).

- El pretèrit perfecte dels verbs es forma amb l'auxiliar derivat de VADERE + infinitiu. Per exemple van fer [ban 'fe] (van fer). Característica compartida amb el català i varietats orientals de l'aragonès com el fovà i el gistaví.

- És curiosa la presència d'una i final en paraules com ferri (cast. ferro, cat. ferro), perchi (cast. "falsa sota teulada", cat. "perxe").

## Lèxic (termes d'ús sobretot a la zona aragonesa)
El lèxic ribagorçà presenta singularitats dignes de menció com la generalització d'ús de: 
| Ribagorçà                                                                     | Aragonès                  | Català                                  | Castellà        |
| Lèxic ribagorçà                                                               | Lèxic ribagorçà           | Lèxic ribagorçà                         | Lèxic ribagorçà |
| ----------------------------------------------------------------------------- | ------------------------- | --------------------------------------- | --------------- |
| ababol                                                                        | ababol                    | ababol, rosella                         | amapola         |
| aladro                                                                        | aladro                    | aladre, arada                           | arado           |
| fillo                                                                         | fillo                     | fill                                    | hijo            |
| Formes úniques o quasi exclusives del ribagorçà, amb la documentació existent |                           |                                         |                 |
| an                                                                            | anyo                      | any                                     | año             |
| aram                                                                          | arambre                   | filferro                                | alambre         |
| bllat                                                                         | trigo                     | blat                                    | trigo           |
| cocho                                                                         | can / cocho               | gos                                     | perro           |
| coda                                                                          | coda                      | cua                                     | cola            |
| cante                                                                         | cantaro                   | càntir                                  | cántaro         |
| chou                                                                          | chubo                     | jou                                     | yugo            |
| dintro                                                                        | drento / dintro           | dintre                                  | dentro          |
| ensalada                                                                      | ensalada                  | enciam                                  | lechuga         |
| esquena                                                                       | esquena / espalda         | esquena                                 | espalda         |
| esparteñas                                                                    | alpargatas                | espardenyes                             | alpargatas      |
| faixo                                                                         | faixo                     | feix                                    | haz             |
| güellas o ovellas                                                             | güellas o ovellas         | ovelles                                 | ovejas          |
| enchervelit                                                                   | enchervelito / conchelato | congelat                                | congelado       |
| ixe o ixo                                                                     | ixe                       | eixe, aquell                            | ese             |
| llanternada                                                                   | lanternada                | cop fort cat: llanternada=enlluernament | golpe fuerte    |
| llató                                                                         | latón                     | lletó                                   | lechón          |
| lloco                                                                         | barrenau / barrenato      | boig                                    | loco            |
| minchá                                                                        | minchar                   | menjar                                  | comer           |
| meligo                                                                        | melico / meligo           | melic                                   | ombligo         |
| oncina                                                                        | lecina                    | alzina                                  | encina          |
| pllano                                                                        | plano                     | pla                                     | llano           |
| pulzas                                                                        | pulces                    | puces                                   | pulgas          |
| queixido                                                                      | caixico /caixigo          | roure                                   | roble           |
| rabosa                                                                        | rabosa / raposa           | guineu / rabosa                         | zorra           |
| rubinyat o enrobinat                                                          | enrobinau / enrobinato    | rovellat                                | oxidado         |
| somé                                                                          | burro / somero            | ruc / ase / somera                      | burro           |
| torrodà / torrodá                                                             | gurrión / pardal          | pardal o perdal                         | gorrión         |
| obago o ubago                                                                 | paco / pacino             | obac                                    | umbría          |

## Escriptura
Com totes les parles orals que han tingut escassa representació escrita, els parlants han de resoldre el sistema de grafies que utilitzen per representar les respectives parles locals que difereixen de les llengües amb tradició ortològica i ortogràfica. Hi ha escasses mostres del ribagorçà escrit anteriors al segle xx. S'han de destacar les "pastorades" recollides per Ricardo de l'Arc i uns texts escrits en ribagorçà de Sanui pel qual va anar Catedràtic de literatura espanyola de la Universitat de Barcelona, José María Castro i Calvo.
A partir del segle xx hi ha un ressorgir dels escriptors en aragonès ribagorçà, destacant per la seva àmplia obra Elena Chazal, Pablo Recio, Cleto Torrodellas, Antonio Collada, Benvingut Mascaray i Dámaso Carrera.
Hi ha dues tendències per escriure la parla oral ribagorçana. Els qui usen l'ortografia castellana per representar al parla local, tant en aragonès ribagorçà com en català ribagorçà, i per un altre els qui utilitzen la grafia de cada llengua, en el cas de l'aragonès hi ha tres propostes ortogràfiques: Grafia 1987, Grafia EFA i Grafia SLA. En l'actualitat el Govern d'Aragó ha iniciat un procés de convergència gràfica del que ha sorgit una quarta grafia que només és usat per la Direcció general de Política Lingüística i que ha causat el rebuig de les tres associacions.
D'altra banda en el català ribagorçà, un sector minoritari usa la grafia castellana, i majoritàriament uns altres usen la grafia normativa catalana. Tots es troben amb la dificultat que els fonemes del ribagorçà difereixen dels fonemes de les variants estàndard del català i de l'aragonès i de no conèixer la parla local el lector, tret que s'indiqui en cada escrit quin valors representen els grafemes, desconeix a quin so local representa. Amb la recollida de texts orals s'obviarà aquest aspecte que d'altra banda no planteja grans problemes d'interpretació.
En relació amb l'escriptura del català ribagorçà a Aragó, destacar la immensa obra Bllat Colrat, que en diversos toms recull testimoniatges orals del català d'Aragó, la majoria d'ells en català ribagorçà.